# Мировой Гран-при по волейболу 2004 (квалификация)
Европейский квалификационный турнир Мирового Гран-при по волейболу 2004 прошёл с 26 по 31 августа 2003 года в Пиле (Польша) с участием 6 национальных сборных команд. Были разыграны три путёвки на Гран-при-2004.
От квалификации освобождены:
- Италия — по приглашению ФИВБ;
- Китай, Япония, Южная Корея, Таиланд — по результатам мирового рейтинга среди команд AVC.

Для стран-членов NORCECA и CSV в качестве квалификационного турнира был использован розыгрыш Панамериканского Кубка 2003 года. По его итогам путёвки на Гран-при-2004 получили США, Доминиканская Республика, Куба и Бразилия.

## Команды-участницы европейской квалификации
Болгария, Германия, Греция, Нидерланды, Польша, Россия.

## Результаты
26—31 августа 2003.  Пила.
| М | Команда    | 1   | 2   | 3   | 4   | 5   | 6   | И | В | П | С/П  | О |
| - | ---------- | --- | --- | --- | --- | --- | --- | - | - | - | ---- | - |
| 1 | Россия     |     | 2:3 | 3:0 | 3:0 | 3:2 | 3:1 | 5 | 4 | 1 | 14:6 | 9 |
| 2 | Польша     | 3:2 |     | 0:3 | 3:2 | 3:0 | 3:0 | 5 | 4 | 1 | 12:7 | 9 |
| 3 | Германия   | 0:3 | 3:0 |     | 2:3 | 3:1 | 3:1 | 5 | 3 | 2 | 11:8 | 8 |
| 4 | Нидерланды | 0:3 | 2:3 | 3:2 |     | 3:0 | 3:0 | 5 | 3 | 2 | 11:8 | 8 |
| 5 | Болгария   | 2:3 | 0:3 | 1:3 | 0:3 |     | 3:0 | 5 | 1 | 4 | 6:12 | 6 |
| 6 | Греция     | 1:3 | 0:3 | 1:3 | 0:3 | 0:3 |     | 5 | 0 | 5 | 2:15 | 5 |

Примечание. Германия занимает более высокое место, чем Нидерланды по лучшему общему соотношению игровых очков — 438:403 против 409:411.
26 августа: Россия — Нидерланды 3:0 (25:19, 25:19, 25:20); Болгария — Греция 3:0 (25:19, 25:19, 25:16); Германия — Польша 3:0 (25:20, 25:16, 25:19).
27 августа: Россия — Греция 3:1 (28:26, 25:20, 23:25, 25:20); Германия — Болгария 3:1 (25:21, 25:18, 18:25, 25:23); Польша — Нидерланды 3:2 (25:27, 25:17, 22:25, 25:22, 15:11).
28 августа: Россия — Болгария 3:2 (25:22, 21:25, 25:13, 19:25, 15:7); Нидерланды — Германия 3:2 (25:22, 25:22, 18:25, 14:25, 15:12); Польша — Греция 3:0 (25:20, 25:17, 25:8).
30 августа: Россия — Германия 3:0 (25:21, 25:17, 27:25); Нидерланды — Греция 3:0 (25:17, 25:16, 25:22); Польша — Болгария 3:0 (25:22, 25:20, 27:25).
31 августа: Германия — Греция 3:1 (22:25, 25:16, 29:27, 25:19); Нидерланды — Болгария 3:0 (25:22, 25:16, 27:25); Польша — Россия 3:2 (25:19, 23:25, 25:19, 21:25, 15:13).

## Итоги

### Положение команд
| 1. Россия     |
| 2. Польша     |
| 3. Германия   |
| 4. Нидерланды |
| 5. Болгария   |
| 6. Греция     |

По итогам европейской квалификации путёвки на Гран-при 2004 года получили три лучшие команды — Россия, Польша и Германия.